# 潘比亞語
潘比亞語（Apambia）是贊德語支下的一種語言，使用於剛果民主共和國的下韋萊省。